# Zheng Qinwen
Zheng Qinwen (kinesisk: 郑钦文, født 8. oktober 2002 i Shiyan, Folkerepublikken Kina) er en professionel tennisspiller fra Folkerepublikken Kina.